# Adrianna Di Liello
Adrianna Di Liello (* 28. April 2002) ist eine kanadische Schauspielerin und Tänzerin. Bekanntheit erlangte sie durch Serienrollen in Annedroids und Backstage.

## Leben
Di Liello wurde in Kanada geboren und wuchs mit einer Schwester auf. Mit fünf Jahren trat sie auf verschiedenen Bühnen als Tänzerin oder Sängerin auf. Sie gewann mehrere Tanzwettbewerbe und erhielt Stipendien für das Broadway Dance Intensive New York Programm und den Fresh Dance Intensive Workshop. Nach ersten Rollen in Kurzfilmen 2013 erhielt sie 2014 Nebenrollen in dem Horror-Tanzfilm Stage Fright und 2016 in Weihnachten auf der Bühne. Von 2014 bis 2017 verkörperte sie die Rolle der Shania in insgesamt 52 Episoden der Emmy-nominierten Fernsehserie Annedroids. Von 2016 bis 2017 wirkte sie in der Rolle der Jenna Cristinziano in 60 Episoden der Fernsehserie Backstage mit.

## Filmografie
- 2013: Children Film Centre (Kurzfilm)
- 2013: Lunchbox Loser (Kurzfilm)
- 2014: Stage Fright
- 2014–2017: Annedroids (Fernsehserie, 52 Episoden)
- 2016: Weihnachten auf der Bühne (A Nutcracker Christmas) (Fernsehfilm)
- 2016: Super Why! (Fernsehserie, Episode 3x22)
- 2016–2017: Backstage (Fernsehserie, 60 Episoden)
- 2017: Saving Hope (Fernsehserie, Episode 5x14)
- 2017: Dark Matter (Fernsehserie, Episode 3x09)
- 2018–2019: Bajillionaires (Fernsehserie, 21 Episoden)
- 2019: Charlie’s Colorforms City (Fernsehserie, 3 Episoden)